# Ricomincio da qui (singolo)
Ricomincio da qui è un singolo della cantante italo-marocchina Malika Ayane, pubblicato il 17 febbraio 2010 dalla Sugar Music. È stato inserito nel secondo album della cantante, Grovigli, pubblicato anch'esso nel mese di febbraio.
La canzone è stata presentata al Festival di Sanremo 2010, dove si è classificata 5ª ed ha vinto il Premio della Critica Mia Martini.

## Il brano
La canzone è stata scritta dalla stessa Malika Ayane in collaborazione con Pacifico, su musiche di Ferdinando Arnò, ed è ispirata alla poesia Déjeuner du matin di Jacques Prévert. Parlando del brano, la cantante ha affermato: «Le canzoni parlano sempre dell'inizio o della fine di un amore. Qui diamo un'occhiata a quel momento in cui tutto è in bilico».

## Tracce
1. Ricomincio da qui – 3:22

## Formazione
- Malika Ayane – voce
- Cesare Chiodo – basso
- Ferdinando Arnò – pianoforte
- Lele Melotti – batteria
- Tom Bowes – violino

## Classifiche
Il brano ha esordito al secondo posto nella Top Singoli, preceduta solo da Per tutta la vita di Noemi. Conserva la stessa posizione anche nella settimana successiva ottenendo successivamente un totale di 5 settimane di permanenza nella classifica. Il 2 maggio 2010 il brano ha superato i 30 000 download ricevuti, venendo certificato disco di platino. Nella Top 100 di fine anno il brano risulta alla posizione numero 14.
| Classifica (2010) | Posizione massima |
| ----------------- | ----------------- |
| Italia            | 2                 |